# Les Petits Oiseaux (Labiche)
Pour les articles homonymes, voir Les Petits Oiseaux.
Les Petits Oiseaux est une comédie en 3 actes d'Eugène Labiche et Alfred Delacour, représentée pour la 1re fois à Paris au Théâtre du Vaudeville le 1er avril 1862.

## Distribution
| Acteurs et actrices ayant créé les rôles |                          |
| Personnage                               | Acteur ou actrice        |
| Blandinet                                | Numa                     |
| François, son frère                      | M. Parade                |
| Tiburce, son fils                        | Saint-Germain            |
| Léonce, fils de Blandinet                | M. Julien Deschamps fils |
| Aubertin, ami de Blandinet, négociant    | M. Chaumont              |
| Mizabran, bottier                        | M. Boisselet             |
| Joseph, domestique                       | M. Riquier               |
| Un deuxième bottier                      | M. Fromont               |
| Henriette, femme de Blandinet            | Mme Germa                |
| Laure, fille d'Aubertin                  | Mme Adèle Simon          |
| Prudence, femme de chambre               | Mme Duclairet            |